# Lijst van staten en territoria van India
India is een federale republiek die onderverdeeld is in 28 deelstaten en 8 unieterritoria (waaronder het nationaal hoofdstedelijk territorium Delhi). Alle staten en territoria zijn weer onderverdeeld in districten.

## Kaart
| 1-28 zijn staten en A-H zijn territoria | |  |
| 1. Andhra Pradesh 2. Arunachal Pradesh 3. Assam 4. Bihar 5. Chhattisgarh 6. Goa 7. Gujarat 8. Haryana 9. Himachal Pradesh 10. Jharkhand 11. Karnataka 12. Kerala 13. Madhya Pradesh 14. Maharashtra | 1. Manipur 2. Meghalaya 3. Mizoram 4. Nagaland 5. Odisha 6. Punjab 7. Rajasthan 8. Sikkim 9. Tamil Nadu 10. Telangana 11. Tripura 12. Uttar Pradesh 13. Uttarakhand 14. West-Bengalen |  |
| 1. Andamanen en Nicobaren 2. Chandigarh 3. Dadra en Nagar Haveli en Daman en Diu 4. Jammu en Kasjmir                                                                                                | 1. Ladakh 2. Laccadiven 3. Delhi 4. Puducherry |  |

## Tabel
In de onderstaande tabel zijn de staten in het vet weergegeven en de territoria cursief.
| Deelstaat of territorium              | Hoofdstad                                 | Officiële taal      | Religie                  | Oppervlakte in km² | Aantal inwoners (2011) |
| ------------------------------------- | ----------------------------------------- | ------------------- | ------------------------ | ------------------ | ---------------------- |
| Andamanen en Nicobaren                | Port Blair                                | Hindi               | Hindoeïsme               | 8249               | 380.581                |
| Andhra Pradesh                        | Haiderabad (de jure) Amaravati (de facto) | Telugu              | Hindoeïsme               | 275.068            | 49.506.799             |
| Arunachal Pradesh                     | Itanagar                                  | Hindi               | Hindoeïsme & christendom | 83.743             | 1.383.727              |
| Assam                                 | Dispur                                    | Assamees            | Hindoeïsme               | 78.438             | 31.205.576             |
| Bihar                                 | Patna                                     | Hindi               | Hindoeïsme               | 99.200             | 104.099.452            |
| Chandigarh                            | Chandigarh                                | Hindi               | Hindoeïsme               | 114                | 1.055.450              |
| Chhattisgarh                          | Raipur                                    | Hindi               | Hindoeïsme               | 135.194            | 25.545.198             |
| Dadra en Nagar Haveli en Daman en Diu | Daman                                     | Gujarati            | Hindoeïsme               | 603                | 586.956                |
| Delhi                                 | New Delhi                                 | Hindi               | Hindoeïsme               | 1483               | 16.787.941             |
| Goa                                   | Panaji                                    | Konkani             | Hindoeïsme               | 3702               | 1.458.545              |
| Gujarat                               | Gandhinagar                               | Gujarati            | Hindoeïsme               | 196.024            | 60.439.692             |
| Haryana                               | Chandigarh                                | Hindi               | Hindoeïsme               | 44.212             | 25.351.462             |
| Himachal Pradesh                      | Shimla Dharamsala                         | Hindi               | Hindoeïsme               | 55.673             | 6.864.602              |
| Jammu en Kasjmir                      | Srinagar Jammu                            | Kasjmiri, Urdu      | Islam                    | 55.538             | 12.258.433             |
| Jharkhand                             | Ranchi                                    | Hindi               | Hindoeïsme               | 74.677             | 32.988.134             |
| Karnataka                             | Bangalore (Bengaluru)                     | Kannada             | Hindoeïsme               | 191.791            | 61.095.297             |
| Kerala                                | Trivandrum                                | Malayalam           | Hindoeïsme               | 38.863             | 33.406.061             |
| Laccadiven                            | Kavaratti                                 | Malayalam           | Islam                    | 32                 | 64.473                 |
| Ladakh                                | Leh Kargil                                | Ladakhi, Engels     | Islam & boeddhisme       | 174.852            | 290.492                |
| Madhya Pradesh                        | Bhopal                                    | Hindi               | Hindoeïsme               | 308.252            | 72.626.809             |
| Maharashtra                           | Mumbai Nagpur                             | Marathi             | Hindoeïsme               | 307.690            | 112.374.333            |
| Manipur                               | Imphal                                    | Meitei (Manipuri)   | Hindoeïsme & christendom | 22.327             | 2.855.794              |
| Meghalaya                             | Shillong                                  | Khasi, Garo, Engels | Christendom              | 22.429             | 2.966.889              |
| Mizoram                               | Aizawl                                    | Mizo, Engels        | Christendom              | 21.081             | 1.097.206              |
| Nagaland                              | Kohima                                    | Engels              | Christendom              | 16.579             | 1.978.502              |
| Odisha                                | Bhubaneshwar                              | Odia                | Hindoeïsme               | 155.707            | 41.974.218             |
| Puducherry                            | Puducherry                                | Tamil               | Hindoeïsme               | 492                | 1.247.953              |
| Punjab                                | Chandigarh                                | Punjabi             | Sikhisme                 | 50.362             | 27.743.338             |
| Rajasthan                             | Jaipur                                    | Hindi               | Hindoeïsme               | 342.239            | 68.548.437             |
| Sikkim                                | Gangtok                                   | Nepalees            | Hindoeïsme               | 7096               | 610.577                |
| Tamil Nadu                            | Chennai                                   | Tamil               | Hindoeïsme               | 130.058            | 72.147.030             |
| Telangana                             | Haiderabad                                | Telugu, Urdu        | Hindoeïsme               | 114.840            | 35.193.978             |
| Tripura                               | Agartala                                  | Bengaals            | Hindoeïsme               | 10.486             | 3.673.917              |
| Uttarakhand                           | Gairsain Dehradun                         | Hindi               | Hindoeïsme               | 51.125             | 10.086.292             |
| Uttar Pradesh                         | Lucknow                                   | Hindi               | Hindoeïsme               | 243.286            | 199.812.341            |
| West-Bengalen                         | Calcutta (Kolkata)                        | Bengaals            | Hindoeïsme               | 88.752             | 91.276.115             |